# Казарма 1333 км
Казарма 1333 км, Казарма 1333-й км — упразднённый в 2011 годунаселённый пункт в Чернушинском районе Пермского края России. Входил в состав Тюинского сельского поселения.

## География
Расположен в восточной части Буйской волнистой равнины, на равнинно-холмистом Приуралье, на отрогах Тулвинской возвышенности, вблизи реки Тюй, при остановочном пункте 1333 км.
Климат
умеренно континентальный. Характерна продолжительная зима и довольно жаркое лето. Значительны суточные и годовые амплитуды температур. Годовая амплитуда температур составляет 50—60 °C.
Среднегодовая температура воздуха +1,5 °C; средняя температура января −15,6 °C; средняя температура июля +18,4 °C.

## История
Возник как поселение железнодорожников и их семей во время строительства в 1913—1920 годы железной дороги Казань-Екатеринбург (Казанбургской) как части Транссибирской железнодорожной магистрали.

## Население
| 2010 |
| ---- |
| 0    |

В 2005 году численность населения составляла 2 человека.
По результатам переписи 2010 года численность населения составила 0 человек.

## Инфраструктура
Путевое хозяйство Горьковской железной дороги.

## Транспорт
1333 км доступен автомобильным и железнодорожным транспортом.